# Paulos Abraham
Paulos Abraham, né le 16 juillet 2002 à Solna en Suède, est un footballeur suédois qui évolue au poste d'ailier gauche à l'Hammarby IF.

## Biographie

### IF Brommapojkarna
Né à Solna en Suède, Paulos Abraham est formé par l'IF Brommapojkarna, où il signe son premier contrat professionnel à 17 ans, le 8 février 2020. Il commence sa carrière professionnelle avec ce club, jouant son premier match le 24 février 2020, à l'occasion d'une rencontre de coupe de Suède face au GIF Sundsvall. Il est titularisé ce jour-là et se fait remarquer en inscrivant également son premier but en professionnel. Il ouvre le score mais son équipe réalise finalement le match nul (2-2).

### AIK Solna
Le 17 mars 2020 il signe à l'AIK Solna. Le montant du transfert est estimé entre un et deux millions de couronne suédoise. 
Il joue son premier match sous ses nouvelles couleurs le 14 juin 2020 face à l'Örebro SK, lors de la première journée de la saison 2020 d'Allsvenskan. Il s'agit également de sa première apparition dans l'élite du football suédois. Il est titulaire ce jour-là et son équipe s'impose par deux buts à zéro. Il inscrit son premier but le 5 juillet suivant, face au Falkenbergs FF, en championnat. Cette réalisation en fin de match permet à son équipe d'obtenir le point du match nul (1-1 score final). En août 2020 l'ACF Fiorentina s'intéresse au joueur mais Abraham reste à l'AIK, souhaitant terminer la saison avec son club.

### FC Groningue
En février 2021 Paulos Abraham est prêté avec option d'achat au FC Groningue. Il joue son premier match pour Groningue le 13 février 2021, faisant par la même occasion ses débuts en Eredivisie, contre le PEC Zwolle. Il entre en jeu à la place d'Alessio Da Cruz et son équipe s'impose par un but à zéro. Le 28 février 2018, Abraham inscrit son premier but pour le FC Groningue face au Fortuna Sittard. Entré en jeu à la place de Jørgen Strand Larsen, il ouvre le score sur une passe décisive de Tomáš Suslov. Il devient le héros du match avec ce but qui donne la victoire aux siens (1-0). Cette réalisation fait de lui le plus jeune joueur suédois à inscrire un but en Eredivisie.

### IFK Göteborg
Le 21 mars 2024, Paulos Abraham est prêté par le FC Groningue à l'IFK Göteborg pour une saison, soit jusqu'à la fin de l'année en Suède. Le club dispose d'une option d'achat sur le joueur,.

### Hammarby IF
Le 9 janvier 2025, Paulos Abraham quitte définitivement le FC Groningue pour rejoindre le Hammarby IF. Il signe un contrat de quatre ans, soit jusqu'en décembre 2028.

### En sélection
Paulos Abraham joue son premier match pour l'équipe de Suède espoirs le 9 octobre 2020 face au Luxembourg. Il entre en jeu lors de cette partie que la Suède remporte sur le score de quatre buts à zéro. Lors de sa deuxième apparition, le 13 octobre suivant, il se fait remarquer en marquant ses deux premiers buts avec les espoirs contre l'Arménie, après être entré en jeu à la place de Pontus Almqvist. Son équipe s'impose largement ce jour-là par dix buts à zéro.

## Statistiques
| Saison                | Club                  | Championnat           | Championnat | Championnat | Coupe(s) nationale(s) | Coupe(s) nationale(s) | Compétition(s) continentale(s) | Compétition(s) continentale(s) | Compétition(s) continentale(s) | Play-offs | Play-offs | Total | Total |
| Saison                | Club                  | Division              | M.          | B.          | M.                    | B.                    | Comp.                          | M.                             | B.                             | M.        | B.        | M.    | B.    |
| 2020                  | IF Brommapojkarna     | Superettan            | -           | -           | 3                     | 1                     | -                              | -                              | -                              | -         | -         | 3     | 1     |
| Sous-total            | Sous-total            | Sous-total            | -           | -           | 3                     | 1                     | -                              | -                              | -                              | -         | -         | 3     | 1     |
| 2020                  | AIK Solna             | Allsvenskan           | 27          | 3           | 2                     | 2                     | -                              | -                              | -                              | -         | -         | 29    | 5     |
| Sous-total            | Sous-total            | Sous-total            | 27          | 3           | 2                     | 2                     | -                              | -                              | -                              | -         | -         | 29    | 5     |
| 2020-2021             | FC Groningue          | Eredivisie            | 13          | 2           | -                     | -                     | -                              | -                              | -                              | 1         | 0         | 14    | 2     |
| 2021-2022             | FC Groningue          | Eredivisie            | 29          | 0           | 2                     | 0                     | -                              | -                              | -                              | -         | -         | 31    | 0     |
| Sous-total            | Sous-total            | Sous-total            | 42          | 2           | 2                     | 0                     | -                              | -                              | -                              | 1         | 0         | 45    | 2     |
| Total sur la carrière | Total sur la carrière | Total sur la carrière | 69          | 5           | 7                     | 3                     | -                              | -                              | -                              | 1         | 0         | 77    | 8     |